# Trichogrammatoidea stammeri
Trichogrammatoidea stammeri är en stekelart som först beskrevs av Novicky 1946.  Trichogrammatoidea stammeri ingår i släktet Trichogrammatoidea och familjen hårstrimsteklar. Inga underarter finns listade i Catalogue of Life.